# Vots en contra de la Llei per a la Reforma Política
Aquesta és una llista dels 59 procuradors de les Corts franquistes que van votar el 18 de novembre de 1976 en contra de l'aprovació de la Llei per a la Reforma Política:
| #  | Procurador                             | Nota                                  |
| -- | -------------------------------------- | ------------------------------------- |
| 1  | Águila Goicoechea, Rafael del          | Terç sindical                         |
| 2  | Aguilar Galiana, Fernando              | Entitats Corporatives                 |
| 3  | Aguilar Sanabria, Luis                 | Terç sindical                         |
| 4  | Almagro y Montes de Oca, Jerónimo      | Conseller nacional del Movimiento     |
| 5  | Aznar Gerner, Agustín                  | Conseller nacional del Movimiento     |
| 6  | Baldellou Ciprés, Manuel               | Terç sindical                         |
| 7  | Bárcena y Reus, Agustín                | Terç sindical                         |
| 8  | Barroso y Sánchez-Guerra, Antonio      | Designat directamente pel Cap d'Estat |
| 9  | Cabeza López, Francisco                | Entitats Corporatives                 |
| 10 | Cabildo Guerrero, José María           | Terç sindical                         |
| 11 | Castañón de Mena, Juan                 | Conseller nacional del Movimiento     |
| 12 | Coll de San Simón, Fulgencio           | Entitats Corporatives                 |
| 13 | Escobar Kirkpatrick, José Ignacio      | Designat directamente pel Cap d'Estat |
| 14 | Ezquer Gabaldón, Eduardo               | Terç familiar                         |
| 15 | Fernández Casanova, Félix              | Terç sindical                         |
| 16 | Fernández-Cuesta y Merelo, Raimundo    | Designat directamente pel Cap d'Estat |
| 17 | Fernández Gutiérrez, Ricardo           | Terç familiar                         |
| 18 | Fernández López de Uralde, Joaquín     | Entitats Corporatives                 |
| 19 | Fernández de la Vega, José María       | Terç sindical                         |
| 20 | Ferrer Mondina, Vicente                | Terç familiar                         |
| 21 | Galera Paniagua, Alfredo               | Designat directamente pel Cap d'Estat |
| 22 | García Ibañez, Julio                   | Conseller nacional del Movimiento     |
| 23 | García Ribes, Vicente                  | Terç sindical                         |
| 24 | Gatell Poblador, Miguel                | Terç sindical                         |
| 25 | Gías Jové, Joaquín                     | Conseller nacional del Movimiento     |
| 26 | Girón de Velasco, José Antonio         | Conseller nacional del Movimiento     |
| 27 | González Sáez, Antonio                 | Terç sindical                         |
| 28 | Guerra Campos, José                    | Designat directamente pel Cap d'Estat |
| 29 | Hernández Navarro, Antonio José        | Terç sindical                         |
| 30 | Ibarra Landete, luis                   | Terç familiar                         |
| 31 | Iglesia Somavilla, Anselmo de la       | Conseller nacional del Movimiento     |
| 32 | Iniesta Cano, Carlos                   | Conseller nacional del Movimiento     |
| 33 | Jiménez-Millas y Gutiérrez, Alfredo    | Terç sindical                         |
| 34 | Lacalle Larraga, José                  | Designat directamente pel Cap d'Estat |
| 35 | Lapiedra de Federico, Francisco        | Terç sindical                         |
| 36 | Lostau Román, Eugenio                  | Terç sindical                         |
| 37 | Martín Sanz, Dionisio                  | Terç sindical                         |
| 38 | Martínez Galán, José Ramón             | Terç sindical                         |
| 39 | Martínez Gutiérrez, Luis               | Terç familiar                         |
| 40 | Mateu de Ros, Fernando                 | Terç sindical                         |
| 41 | Mendoza Ruiz, Manuel                   | Terç familiar                         |
| 42 | Montero Valle, Manuel                  | Conseller nacional del Movimiento     |
| 43 | Oriol y Urquijo, José María            | Designat directamente pel Cap d'Estat |
| 44 | Oro Pulido López, Fidel del            | Entitats Corporatives                 |
| 45 | Pérez Viñeta y Lucio, Alfonso          | Conseller nacional del Movimiento     |
| 46 | Piera Tormo, Rafael                    | Terç sindical                         |
| 47 | Piñar López, Blas                      | Conseller nacional del Movimiento     |
| 48 | Rivas Guadilla, Manuel                 | Entitats Corporatives                 |
| 49 | Salas Pombo, Diego                     | Conseller nacional del Movimiento     |
| 50 | Salvador y Díaz-Benjumea, Julio        | Conseller nacional del Movimiento     |
| 51 | Suevos Fernández, Jesús                | Conseller nacional del Movimiento     |
| 52 | Torre Galán, Julio de la               | Conseller nacional del Movimiento     |
| 53 | Urgorri Casado, Eduardo                | Terç familiar                         |
| 54 | Utrera Molina, José                    | Conseller nacional del Movimiento     |
| 55 | Valdés Larrañaga, Manuel               | Conseller nacional del Movimiento     |
| 56 | Velázquez Zambrano, Ramón              | Entitats Corporatives                 |
| 57 | Vivar Téllez, Rodrigo                  | Conseller nacional del Movimiento     |
| 58 | Zamanillo y González Camino, José Luis | Conseller nacional del Movimiento     |
| 59 | Zaragoza Orts, Pedro                   | Terç familiar                         |